# Erik & Erika
Erik & Erika (auch: Erik. Weltmeisterin) ist ein Spielfilm von Reinhold Bilgeri aus dem Jahr 2018. Premiere der österreichisch-deutschen Koproduktion mit Markus Freistätter in der Rolle des Erik Schinegger war am 23. Februar 2018, der Film kam am 2. März 2018 in die österreichischen Kinos. Im Ersten wurde der Film unter dem Titel Einer wie Erika am 25. November 2020 erstmals ausgestrahlt.

## Handlung
Die Filmbiografie erzählt die Geschichte des aus Kärnten stammenden Skirennläufers Erik Schinegger, der 1966 als Erika Schinegger Abfahrtsweltmeisterin der Alpinen Skiweltmeisterschaften in Portillo in Chile wird. Erika Schinegger wird vom Österreichischen Skiverband (ÖSV) gefeiert und gilt als große Nachwuchshoffnung des ÖSV. Vor den Olympischen Winterspielen 1968 in Grenoble wird im Zuge von neu eingeführten medizinischen Voruntersuchungen festgestellt, dass sie genetisch gesehen ein Mann ist. Intersexuell geboren, hatte man Erika bei der Geburt vorschnell zum Mädchen erklärt.
Alle Beteiligten sind mit der Entdeckung überfordert. Der Österreichische Skiverband drängt auf eine Anpassungsoperation zur Frau, sie solle sich zum „echten“ Mädchen operieren lassen. Denn dann könne sie ihre Medaille behalten und alles wäre wieder in Ordnung, der Verband wäre fein raus. Die Eltern können keinen Halt geben und bringen kaum Verständnis auf, Erik bzw. Erika ist auf sich allein gestellt. Außerdem besteht der Verdacht, sie und der Verband hätten bewusst betrogen, der ÖSV hätte versucht, alles zu vertuschen. Ihre Karriere endet mit 19 Jahren abrupt. Sie unterzieht sich einer Operation und nennt sich seitdem Erik.

## Produktion und Hintergrund

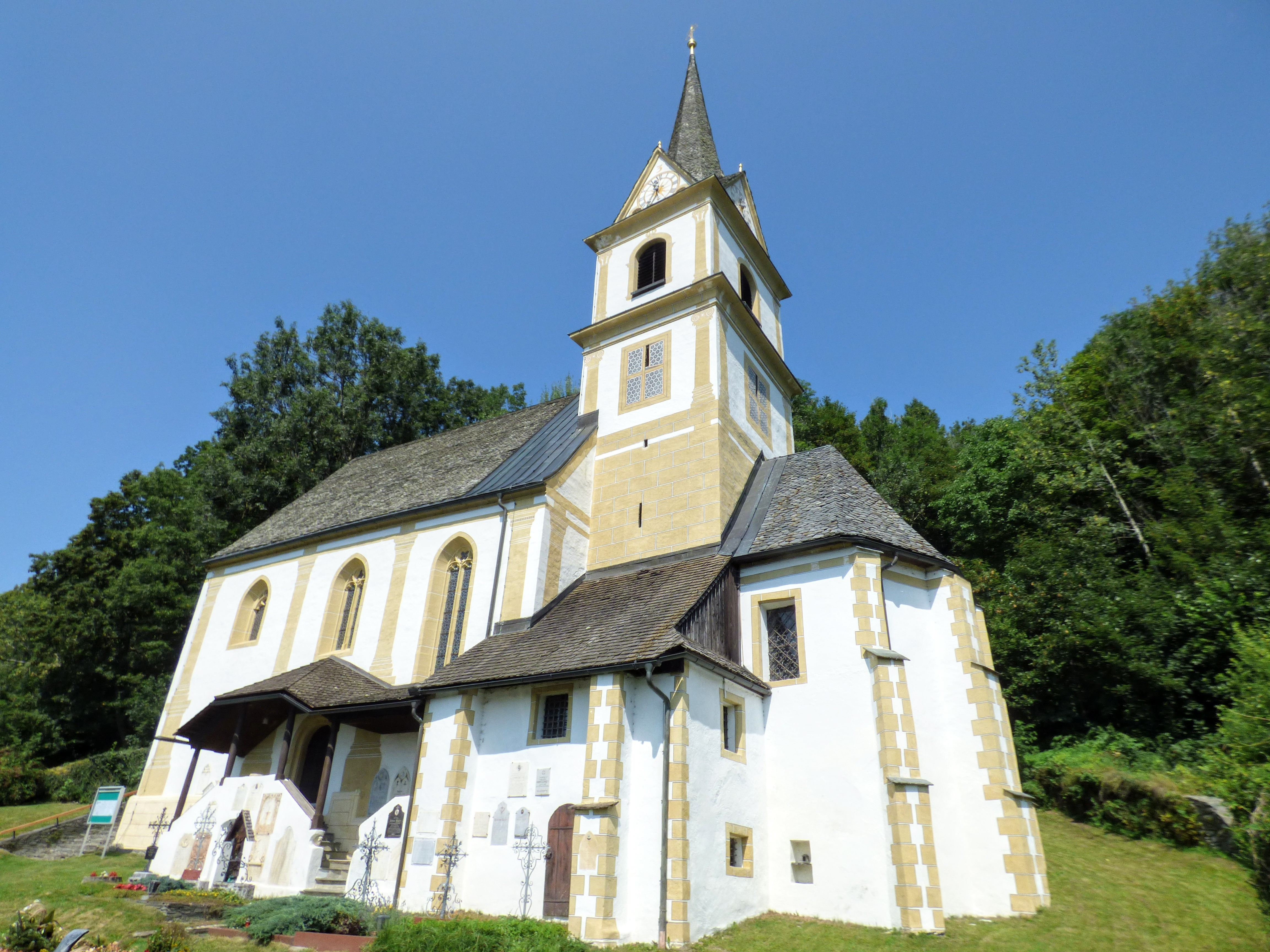
Einer der Drehorte: die Pfarrkirche St. Urban bei Feldkirchen

Die Dreharbeiten fanden von März bis April 2017 in Kärnten, Wien und Innsbruck statt. Drehorte waren unter anderem Sankt Urban und Umgebung, das Skigebiet Gerlitzen und Lavamünd. Für den Film wurden 600 Kleindarsteller und Komparsen gesucht.
Unterstützt wurde die Produktion vom Österreichischen Filminstitut, dem Filmfonds Wien, Filmstandort Austria (FISA), dem Land Kärnten und dem FilmFernsehFonds Bayern. Beteiligt waren der Österreichische Rundfunk und der Südwestrundfunk. Produziert wurde der Film von der österreichischen Lotus Film, Koproduzent war die deutsche Zeitsprung Pictures. Für den Ton zeichnete Roman Schwarz verantwortlich, für das Kostümbild Brigitta Fink und für das Szenenbild Bertram Reiter.
Ursprünglich war Hollywood an einer Verfilmung interessiert, 2011 wurde James Franco als möglicher Hauptdarsteller gehandelt, allerdings entschieden sich die Verantwortlichen gegen das Projekt. Der Film wurde für den besten fremdsprachigen Film für die Golden Globe Awards 2019 eingereicht.
Der Film wurde 2021 im Rahmen der Edition österreichischer Film von Hoanzl und dem Standard auf DVD veröffentlicht.

## Rezeption
Barbara Petsch schrieb in der Tageszeitung Die Presse: „Der Film kommt gerade recht, einerseits zu den Siegen bei den Olympischen Spielen, andererseits zu den Vorwürfen von sexuellem und anderem Missbrauch im Österreichischen Skiverband“ und urteilte: „Ein gelungener Film, der daran erinnert, wie sich in wenigen Jahrzehnten Liberalität und Toleranz weiter entwickelt haben.“
Die Erstausstrahlung im ORF am 6. Jänner 2020 wurde von bis zu 752.000 und durchschnittlich 721.000 Sehern verfolgt, der Marktanteil lag bei 21 Prozent.

## Auszeichnungen und Nominierungen
Romyverleihung 2018

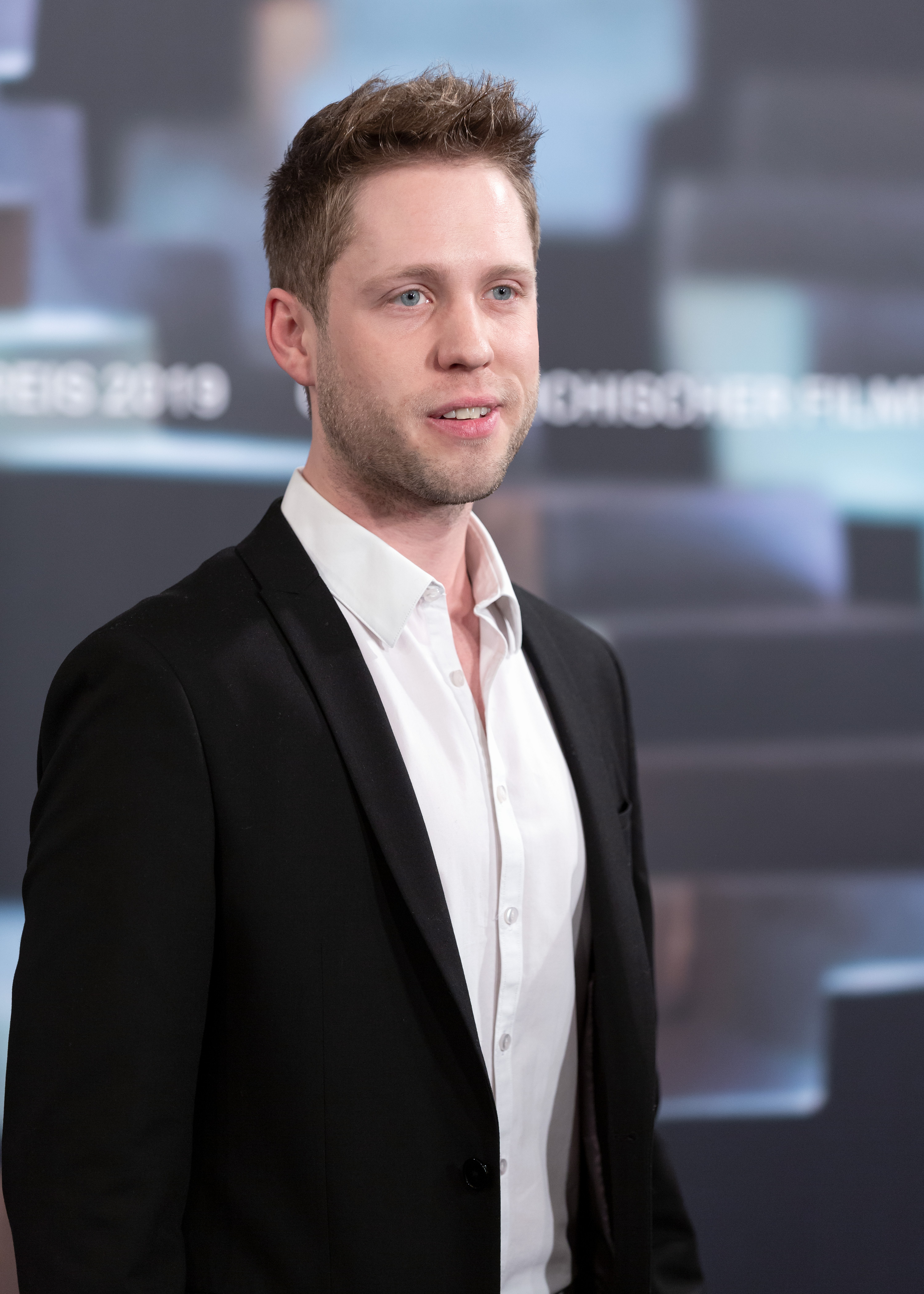
Markus Freistätter (Österreichischer Filmpreis 2019)

- Nominierung in der Kategorie Bestes Buch Kinofilm
- Nominierung in der Kategorie Bester Nachwuchs männlich (Markus Freistätter)[16]

Österreichischer Filmpreis 2019
- Nominierung für die  Bester männliche Hauptrolle (Markus Freistätter)
- Nominierung für das Beste Kostümbild (Brigitta Fink)